# Sattelkarspitze
Die Sattelkarspitze ist ein 2552 m ü. A. hoher Nebengipfel der Bretterspitze in den Allgäuer Alpen im österreichischen Bundesland Tirol.
Sie liegt in der Hornbachkette, die das Hornbachtal im Nordwesten vom Haglertal, einem Seitental des Lechtals im Südosten, trennt. Die nächstgelegene Ortschaft ist Häselgehr im Lechtal. Nachbarberg im Westen ist die 2594 m hohe Noppenspitze, nordöstlich liegt die 2522 m hohe Woleggleskarspitze. Nach Süden entsendet die Sattelkarspitze einen ausgeprägten Grat, der das Sattelkar im Westen vom Woleckleskar im Osten trennt. Nach Norden und Nordwesten hin fallen steile Felswände ins Bretterkar hin ab.